# Joan Faus i Esteve
Joan Faus i Esteve (Guissona, 1918 - São Paulo, 1973) fou un metge i empresari brasiler d'origen català.

## Biografia
Va estudiar Medicina a la Universitat de Barcelona i es va doctorar a la Universitat Central de Madrid. Va exercir la seva professió de metge fins a l'any 1951, moment en el qual, a suggeriment del seu germà Xavier Faus i Esteve, va decidir marxar al Brasil.
Arribat a São Paulo va obrir una farmàcia que va regentar durant un parell d'anys, moment en el qual va passar a treballar per Esteve Irmaos, SA, l'empresa familiar que dirigia el seu germà Xavier Faus i Esteve. Va començar com a inspector de plantacions als estats de Paraná i São Paulo, però més endavant va ser nomenat Secretari General i Subgerent de la Companyia. Fou vicepresident de la Cambra de Comerç Espanyola al Brasil.
Dins de les activitats culturals catalanes, destacà com a animador de la vida catalana al Centre Català de São Paulo; participà en l'organització i promoció dels Jocs Florals de l'any 1954. També fundà el Grup Montserratí de São Paulo i publicà Montserrat no Brasil (1976), estudi històric sobre la introducció de la devoció de la Mare de Déu de Montserrat al Brasil. Joan Faus va portar al Brasil una imatge de la Mare de Déu de Montserrat, beneïda per l'Abat de Montserrat. Fou soci fundador del Col·legi Espanyol Miguel de Cervantes al Brasil.

## Obra publicada
- Montserrat no Brasil (1976)